# Christian vom Dorff
Christian vom Dorff (* 1981) ist ein deutscher Handballschiedsrichter aus Kaarst. Er ist seit 1999 Schiedsrichter und gehört seit 2018 zum Elitekader der Schiedsrichter des DHBs.

## Karriere
Christian vom Dorff wurde 1999 Schiedsrichter im Handballkreis Düsseldorf. Zwei Jahre später erhielt auch sein Bruder und Gespannpartner Fabian vom Dorff seinen Schiedsrichterschein. 2005 schaffte das Gespann vom Dorff/vom Dorff den Aufstieg in den Kader des Westdeutschen Handball Verbands, 2008 folgte die Nominierung für den Nachwuchskader des DHBs. 2009 wurde das Gespann erstmals für den Bundesligakader nominiert, 2012 folgte der Aufstieg in den Elite-Anschlusskader und am 9. Spieltag der Saison 13/14 der erste Einsatz in der Bundesliga zwischen der SG Flensburg-Handewitt und dem späteren Absteiger TV Emsdetten. Seit 2018 gehört das Brüderpaar zum Elitekader. 2023 durfte das Gespann das beim Final-4 der Frauen das Halbfinale zwischen der HSG Bensheim/Auerbach und dem VfL Oldenburg leiten, 2024 folgte mit dem Spiel um Platz 3 im DHB-Pokal ein weiteres Highlight.
Auf Ebene des DHBs kommt er auf über 400 Spiele, die er als Teil des Schiedsrichtergespanns vom Dorff/vom Dorff geleitet hat.

## Privates
Vom Dorff spielte selbst Handball, gab den Sport aber zu Gunsten seiner Schiedsrichterkarriere auf. Seit 2001 ist er Mitglied der Fortuna Düsseldorf. Sein Vater war ebenfalls Handballschiedsrichter bis zur Regionalliga.